# Lovelyz
Lovelyz (hangul: 러블리즈) är en sydkoreansk tjejgrupp bildad 2014 av Woollim Entertainment. Gruppen består av de åtta medlemmarna Baby Soul, Jiae, Jisoo, Mijoo, Kei, Jin, Sujeong och Yein.

## Biografi

### 2014: Debut,Girls' Invasion
Den 27 december 2013 gjorde Baby Soul, Jiae, Jisoo, Mijoo, Kei, Jin och Sujeong ett framträdande vid 2013 års upplaga av KBS Gayo Daejun, en årlig musikshow sänd av TV-bolaget Korean Broadcasting System (KSB). De var kvinnliga dansare vid det sydkoreanska pojkbandets Infinites framförande av låten "Man In Love". Den 5 november 2014 meddelades Lovelyz debut som en ny tjejgrupp av Woollim Entertainment. Före deras debut blev dock medlemmen Jisoo tvungen att lämna gruppen av personliga skäl. Den 10 november släppte Lovelyz singeln "Goodnight Like Yesterday". Deras debutlansering hölls den 12 november vid K-ART Hall i Olympic Park, och deras debutframträdande skedde dagen efter i det sydkoreanska musikprogrammet M! Countdown. Lovelyz debutalbum Girls' Invasion och en musikvideo för singeln "Candy Jelly Love" släpptes den 16 november. Girls' Invasion hamnade på nionde plats på Taiwans Five Music veckotopplista för koreansk-japansk musik, samt på första plats på Japans Tower Records albumlista. Den 21 december deltog gruppen i den årliga musikfestivalen SBS Gayo Daejeon i kategorin nyligen debuterade K-pop grupper. Lovelyz framförde deras debutlåt "Candy Jelly Love" samt "Moves like Jagger" tillsammans med Red Velvet, Winner och Got7.

### 2015:Hi~,Lovelyz8ochLovelinus
Gruppens album återutgavs den 3 mars med en ny singel, "Hi~", tillsammans med en musikvideo till låten. Lovelyz framförde "Hi~" i sydkoreanska musikprogram som M! Countdown. Den 17 april började Lovelyz framföra deras andra nya låt "Amusement Park" från det återutgivna albumet. De fortsatte med framföranden tills den 30 april. Den 22 april deltog Lovelyz i musikfestivalen KCON vid 2015 års show i Japan inför 15 000 människor, deras första framträdande utanför Sydkorea. Den 23 maj uppträdde Lovelyz på 2015 års Dream Concert i Seoul World Cup Stadium. Den 27 augusti uppträdde Lovelyz på marknadsmässan Korea Brand and Entertainment Expo i Shanghai tillsammans med Infinite. Samma dag meddelade Woollim Entertainment genom gruppens officiella twittersida att Jisoo skulle återförenas med gruppen, och att de skulle släppa ett nytt minialbum, Lovelyz8. En förhandsutgiven singel kallad "Shooting Star" släpptes den 14 december. Den 30 september släpptes musikvideon till singeln "Ah-Choo", med gästframträdande av Infinites Hoya. Deras minialbum Lovelyz8 släpptes den 1 oktober 2015. Den 31 oktober gästade Lovelyz musikprogrammet och pratshowen You Hee-yeol's Sketchbook, där de framförde en a cappella cover på Michael Jacksons låt "Beat It". Framförandet visades sedan på den amerikanska nyhetskanalen Fox News Channel och blev även uppmärksammat av andra utländska medier. "Ah-Choo" behöll sin plats på många stora sydkoreanska topplistor genom 2015 och in på 2016, vilket gör låten till Lovelyz största hit. Lovelyz höll sitt första möte för fans och minikonsert, "Lovely Day", den 5 december vid AX Korea. Biljetterna blev slutsålda under de första fem minuterna efter att de börjat säljas. Den 7 december släppte Lovelyz singelalbumet Lovelinus, som fick sitt namn efter namnet på deras officiella fanklubb. De släppte också en musikvideo till singeln "For You".

### 2016:A New Trilogy
Lovelyz första realityshow "Lovelyz in Wonderland" började sändas den 2 februari på SBS MTV. Deras låt "Ah-Choo" låg kvar på koreanska topplistor långt efter att den släpptes i september. I april 2016 meddelades det att Lovelyz skulle släppa ett andra minialbum kallat A New Trilogy den 25 april.

## Medlemmar

### Baby Soul
Baby Soul (hangul: 베이비소울) föddes som Lee Soojung (hangul: 이수정) den 6 juli 1992 i Gwangju, Sydkorea. Baby Soul gjorde sitt första framträdande 2011 genom att gästa låten "Crying" från Infinites musikalbum Over The Top. I november 2011 gjorde hon sin debut med singeln "Stranger" featuring Wheesung. I januari 2012 gjorde Baby Soul sitt första liveframträdande på Infinites Second Invasion-konsert där hon framförde låten "Crying" tillsammans med Infinites Hoya. Kort därefter släppte Baby Soul tillsammans med Yoo Jia singeln "She's a Flirt" featuring Dongwoo från Infinite. I juli 2012 framförde hon låten "Woman On The Beach" tillsammans med Sunggyu och Dongwoo i musiktävlingen Immortal Songs 2. 2013 gästade hon Infinites Hoyas låt "Flying High".

### Jiae
Yoo Jiae (hangul: 유지애) föddes 21 maj 1993 i Seoul, Sydkorea. Jiae gjorde sin debut samtidigt som Infinite genom deras realityshow Infinite! You're My Oppa från 2010. Efter två månaders filmande med Infinite gjorde Jiae en audition och blev trainee på Woollim. Först var hon skådespelare, men uttryckte sitt intresse för sång och blev sångerska. År 2012 gjorde hon ett gästframträdande i TV-programmet Running Man tillsammans med andra trainees. 2013 gjorde Jiae sin solodebut med singeln "Delight" featuring Baro från B1A4 i musikvideon.

### Jisoo
Seo Jisoo föddes 11 februari 1994 i Incheon i Sydkorea. Innan hon gick med i gruppen var hon känd genom sina djurimitationer i underhållningsprogrammet Korea's Got Talent. Snart efter meddelandet om gruppens debut den 3 november 2014, blev Jisoo offer för nättrakasserier och hon kunde därför av personliga skäl inte vara med i gruppens aktiviteter. Jisoo och hennes agentur överlämnade bevis på trakasserierna till polisen som identifierade personen som åtalades den 20 januari 2015. Den 8 maj blev två personer (vars namn inte lämnades ut) som spred falska rykten om Jisoo gripna för grovt förtal och fick också betala böter. Den 27 augusti 2015 meddelade Woollim via den officiella twitterkanalen att Jisoo skulle återvända till gruppen. 

### Mijoo
Lee Mijoo (hangul: 이미주) föddes 23 september 1994 i Okcheon, Norra Chungcheong, Sydkorea. Hon gjorde sitt första framträdande i maj 2014 då hon medverkade som huvudskådespelerska i Infinites musikvideo till låten "Last Romeo".

### Kei
Kei (hangul: 케이) föddes som Kim Jiyeon (hangul: 김지연) 20 mars 1995 i Incheon, Sydkorea. I december 2015 släppte Kei låten "Love is Like That" för soundtracket till det koreanska dramat Oh My Venus.

### Jin
Jin (hangul: 진) föddes som Park Myungeun (hangul: 박명은) 12 juni 1996 i Busan, Sydkorea. Jin gjorde sin debut sent 2013 med singeln "Gone". Kim Yoo Jung och EXO:s Xiumin medverkade som skådespelare i musikvideon till singeln.

### Sujeong
Ryu Sujeong (hangul: 류수정) föddes 19 november 1997 i Daejeon, Sydkorea.

### Yein
Jung Yein (hangul: 정예인) föddes 4 juni 1998 i Incheon. Hon är gruppens yngsta medlem. Hon gick med i Woollim Entertainment i juli 2014, vilket gör hennes träningstid runt tre månader lång.

## Diskografi

### Album
| Albuminformation                                            | Topplacering          |
| Albuminformation                                            | Sydkorea (Gaon Chart) |
| ----------------------------------------------------------- | --------------------- |
| Girls' Invasion (studioalbum) - Nyutgåva: Hi~ (3 mars 2015) | 4                     |
| Lovelyz8 (EP-skiva) - Släppt: 30 september 2015             | 2                     |
| Lovelinus (singelalbum) - Släppt: 7 december 2015           | 7                     |
| A New Trilogy (EP-skiva) - Släppt: 25 april 2016            | 5                     |
| R U Ready? (studioalbum) - Nyutgåva: Now, We (2 maj 2017)   | 1                     |

### Singlar
| År   | Titel              | Topplacering          |
| År   | Titel              | Sydkorea (Gaon Chart) |
| ---- | ------------------ | --------------------- |
| 2014 | "Candy Jelly Love" | 48                    |
| 2015 | "Hi~"              | 23                    |
| 2015 | "Ah-Choo"          | 28                    |
| 2015 | "For You"          | 33                    |
| 2016 | "Destiny"          | 7                     |
| 2017 | "WoW!"             | 12                    |
| 2017 | "Now, We"          | 24                    |